# Izettle
iZettle es una compañía de pagos móviles con sede en Estocolmo, Suecia, que comercializa una solución de negocio compuesta por un lector de tarjetas y una app llamada iZettle. Jacob de Geer y Magnus Nilsson fundaron la compañía en abril de 2010 y lanzaron la primera app y servicio en 2011.
La app y lectores de iZettle permiten a particulares y a pequeñas y medianas empresas en Suecia, Finlandia, Dinamarca, Noruega, Reino Unido, Alemania, España, México y Brasil aceptar pagos con tarjetas usando teléfonos inteligentes o tabletas con sistemas operativos iOS o Android.
 La app de iZettle está aprobada por el estándar EMV (Europay, MasterCard y Visa) y soporta tarjetas de chip y banda magnética a través de dos lectores de tarjetas también aprobados por el estándar EMV. Uno de ellos se conecta a la entrada de audio y el otro se conecta de forma inalámbrica a través de Bluetooth a teléfonos inteligentes y tabletas compatibles. La interfaz de la app se asemeja a la de una caja registradora tradicional. iZettle fue la primera empresa en desarrollar un lector de tarjetas de chip y una app  para el comercio móvil basado en teléfonos inteligentes  que cumplen con los requisitos de seguridad internacionales.

## Productos
La solución de pago móvil de iZettle está aprobada por el estándar EMV y permite a pequeños comerciantes y profesionistas independientes cobrar con tarjetas de crédito y débito desde una app pagando comisiones fijas de 3.75% por transacciones con tarjetas de chip en México. En España la comisión es flexible y oscila entre 1.5% y 2.75% según el volumen de venta mensual. En el año 2013, iZettle mejoró su sistema de pagos al lanzar un lector de tarjetas de chip y verificación por código NIP para aceptar las principales tarjetas de crédito como MasterCard, American Express y Visa. Para utilizar el servicio, los comerciantes solo deben descargar la app gratuita y conectar el lector de tarjetas a un equipo iOS o Android compatible. Adicionalmente, iZettle ofrece herramientas gratuitas de gestión de negocios para analizar transacciones con tarjetas y obtener información detallada de ventas, por ejemplo, productos más vendidos o monto promedio de pago. iZettle ofrece también la posibilidad de crear un catálogo de productos.
La solución de iZettle logró la certificación MasterCard mPOS Best Practice en febrero de 2013 y la de Visa Ready en junio de ese mismo año. En México, iZettle es la única solución de aceptación de pago móvil que cuenta con estas certificaciones.
iZettle lanzó su primer SDK (Software Development Kit) en enero de 2014. El SDK provee a desarrolladores la posibilidad de agregar el servicio de pago de iZettle a sus apps móviles. Puede ser usado en cualquiera de los nueve países en los que iZettle opera y permite aceptar pagos con tarjetas vía la app y el lector de tarjetas de iZettle, para después devolver información relevante al software para generar recibos.

## Historia

### Creación
Jacob de Geer y Magnus Nilsson fundaron iZettle en abril de 2010 y lanzaron su primera app y lector de tarjetas en 2011.
El nombre "iZettle" deriva de la expresión "settle" que significa en inglés "saldar una deuda." Los fundadores querían un nombre que describiera lo que la empresa iba a hacer. Se decidieron por una combinación estilizada de las palabras "i" y "settle”. iZettle es la cuarta start-up de Jacob de Geer, quien fue el primer empleado de TradeDoubler en 1999; y de Ameibo y Tre Kronor Media en 2007.

### Crecimiento
iZettle lanzó su app para iOS en Suecia en agosto de 2011 para satisfacer la demanda local de tecnología de tarjetas inteligentes. La app trabajó inicialmente con un lector de tarjetas con chip.
Ese mismo año, la compañía lanzó la versión completa del servicio en Suecia. Poco después del lanzamiento, iZettle formaría parte de la selección de start-ups más prominentes de Estocolmo realizada por Tech Europe. La app de iZettle para Android se lanzó en agosto de 2012 haciendo disponible el sistema para usuarios distintos a iOS.
iZettle se volvió compatible con Visa en noviembre de 2012 cuando añadió una nueva forma de pago móvil a su lista de servicios. En lugar de utilizar el lector de tarjetas de chip, los clientes de Visa introducían la información de la tarjeta en un formulario verificado por su número de teléfono. La compañía sustituyó este método en febrero de 2013 al ofrecer un nuevo dispositivo inalámbrico para tarjetas con chip y NIP más conveniente para clientes Visa. En febrero de 2013, iZettle firmó una alianza con Banco Santander, el mayor banco de la zona euro por capitalización bursátil. En junio de 2013, Banco Santander invirtió más de €5M en iZettle y le permitió además el acceso a sus clientes en el Reino Unido, España, México y Brasil.
Como prueba final de apoyo, Visa certificó a iZettle en su Programa Visa Ready en junio de 2013, dándole acceso a la start-up a herramientas para un mayor desarrollo de sistemas móviles de aceptación de banda magnética.

### Financiamiento
En octubre de 2011, iZettle recaudó US$11.2 millones en financiamiento Serie A principalmente de los inversionistas Index Ventures y Creandum. En mayo de 2012, la empresa eliminó su comisión fija por transacción de €0.15, manteniendo una comisión fija de 2.75% por transacciones con las principales tarjetas de crédito y débito incluyendo American Express.
En 2012, iZettle recibió US$31.6M en financiamiento Serie B de inversionistas, tales como, MasterCard, SEB Private Equity, American Express  y Northzone; y en financiamiento Serie A de los inversionistas Index Ventures y Creandum. El objetivo de este financiamiento fue introducir iZettle a más mercados europeos e internacionales en los que las tarjetas de chip son la norma.
En mayo de 2014, iZettle recibió US$55.5 millones en financiación de Series C de inversionistas que incluyeron a Zouk Capital, Dawn Capital e Intel Capital, así como a los inversionistas previos Creandum, Greylock, Index, Northzone y SEB Private Equity.
En julio de 2014, Hasso Plattner Ventures se sumó a la Serie C aportando 5 millones de $ más.

## Clientes
Los servicios de iZettle están disponibles para particulares y para pequeñas y medianas empresas en nueve países incluyendo Escandinavia, partes de Europa, el Reino Unido, México y Brasil. En 2012, la compañía se expandió hacia el Reino Unido, Alemania y España como parte del lanzamiento de su nuevo sistema de chip y banda magnética , así como a la asociación con MasterCard, American Express y Diner´s.
La compañía lanzó su servicio de aceptación de pagos con tarjetas en México en junio de 2013 y en Brasil en agosto del mismo año, siendo estos los primeros mercados fuera de Europa en los que opera.

## Tecnología
La tecnología de iZettle convierte los teléfonos inteligentes y tabletas en terminales punto de venta móviles con la ayuda de lectores de tarjetas de chip y banda magnética. Con el sistema, la información de tarjeta de crédito y débito no se almacena en el teléfono, sino que se procesa a través de la conexión encriptada de iZettle. El teléfono funciona como un módem seguro. Después de que se completa la transacción, los compradores pueden optar por tener un recibo con fotografía de lo que compraron por correo electrónico o en formato impreso. La app y servicios de iZettle cumplen con las regulaciones de la Autoridad Sueca de Supervisión Financiera(FSA).

## Seguridad
Además de la aprobación por el estándar EMV (Europay, MasterCard y Visa), iZettle cumple con las regulaciones PCI DSS, Estándar de Seguridad de Datos para la Industria de Pagos con Tarjeta. Todos los datos son encriptados y protegidos por las certificaciones Extended Validation SSL de VeriSign por lo que no son almacenados en el dispositivo utilizado para hacer la transacción. 